# Former Presidents Act
Der Former Presidents Act ist ein US-amerikanisches Bundesgesetz aus dem Jahr 1958, welches Bezüge und sonstige Leistungen für ehemalige Präsidenten der Vereinigten Staaten regelt.

## Übersicht
Nach Former Presidents Act und Former Presidents Protection Act stehen früheren US-Präsidenten folgende Hauptansprüche zu:
- jährliche Pensionszahlungen (Stand 2017 in Höhe von jährlich 205.700 US-Dollar)[2]
- Übernahme der Krankenversicherung und anderer Behandlungskosten durch den Staat
- Staatsbegräbnis
- Gelder zur Unterhaltung eines Büros
- Lebenslanger Personenschutz für den Präsidenten, dessen Ehepartner und Kinder unter 16 Jahren oder
- Erstattung von Reise- und Sicherheitskosten in Höhe von bis zu einer Million US-Dollar jährlich (falls der Personenschutz nicht in Anspruch genommen wird)

## Geschichte
Seit der Schaffung des Amtes des US-Präsidenten mit dem Inkrafttreten der amerikanischen Verfassung 1789 waren gesetzlich keinerlei Pensionsansprüche für Präsidenten vorgesehen. Damit hatte kein US-Präsident nach Ablauf seiner Amtszeit Anspruch auf weitere Bezüge. So war es im 19. Jahrhundert auch nicht ungewöhnlich, dass Präsidenten das Weiße Haus ärmer verließen als sie es betreten hatten. Da viele Präsidenten auch nach Ende ihrer Amtsperiode in soliden finanziellen Verhältnissen lebten und wohlhabend waren, schien eine Diskussion über einen etwaigen Anspruch auf Pensionsvergütungen nicht notwendig. Ein 1912 eingebrachtes Gesetz, welches Pensionszahlungen für Expräsidenten vorsah, wurde im Kongress verworfen. In den öffentlichen Fokus rückte die Angelegenheit erst Mitte der 1950er-Jahre, als die wirtschaftlichen Verhältnisse des 1953 aus dem Amt geschiedenen Präsidenten Harry S. Truman bekannt wurden. Trumans begrenzte finanzielle Möglichkeiten erlaubten es ihm nicht, ein eigenes Büro zu unterhalten. Er hatte nach dem Ende seiner Präsidentschaft lediglich etwas mehr als 100 Dollar Pensionsgelder aus seiner Zeit bei den Streitkräften erhalten. Nach Bekanntwerden dieses Umstandes wurde im Kongress erneut ein Gesetz über Bezüge von ehemaligen Präsidenten beraten.
Der Gesetzesentwurf wurde 1958 von beiden Kammern des US-Kongresses angenommen und von Präsident Dwight D. Eisenhower unterzeichnet. Es sah eine Vergütung für ehemalige Präsidenten vor und gewährte diesen Leistungen wie die Einrichtung eines Büros, Krankenversicherungsvorsorge sowie Personenschutz durch den Secret Service auf Lebenszeit. Auch Kinder unter 16 Jahren sowie die Ehepartner der Präsidenten haben Anspruch auf Personenschutz. Dies gilt auch nach dem Tode eines ehemaligen Präsidenten, so wurde beispielsweise die frühere First Lady Lady Bird Johnson bis zu ihrem Tod im Jahr 2007 durch den Secret Service beschützt, obwohl ihr 1969 aus dem Präsidentenamt geschiedener Ehemann Lyndon B. Johnson schon 1973 verstorben war.
Nach seinem Inkrafttreten fielen die noch lebenden Präsidenten Harry S. Truman und Herbert Hoover unter das Gesetz. Dwight D. Eisenhower war der erste Präsident, der sofort nach Ende seiner Amtszeit Anspruch auf Pensionsvergütungen hatte. Seit ihm erhielten alle nachfolgenden Präsidenten, abgesehen von dem im Amt ermordeten John F. Kennedy, die im Former Presidents Act vorgesehenen Leistungen.
2020 betrug die Höhe der Pensionsvergütung nach Angaben des US-Finanzministeriums 205.700 US-Dollar pro Jahr.

## Modifikationen
Im Jahr 1994 wurde eine Änderung des Gesetzes beschlossen, welche den Personenschutz auf einen Zeitraum von zehn Jahren nach Ende der Präsidentschaft beschränkte. Da diese Modifizierung erst ab 1997 in Kraft trat, galt sie für den von 1993 bis 2001 amtierenden Präsidenten Bill Clinton noch nicht, da Clinton bereits vor 1997 das Präsidentenamt bekleidete. Diese Gesetzesänderung wurde jedoch 2013 wieder rückgängig gemacht, indem Präsident Barack Obama im Januar 2013 eine entsprechende Gesetzesvorlage unterzeichnete. Damit haben sowohl Obama als auch sein Vorgänger George W. Bush Anspruch auf lebenslangen Personenschutz.
Im Jahr 1985 hingegen verzichtete Richard Nixon elf Jahre nach Ende seiner Präsidentschaft als einziger Expräsident freiwillig auf Personenschutz.